# Ligne d'arrivée

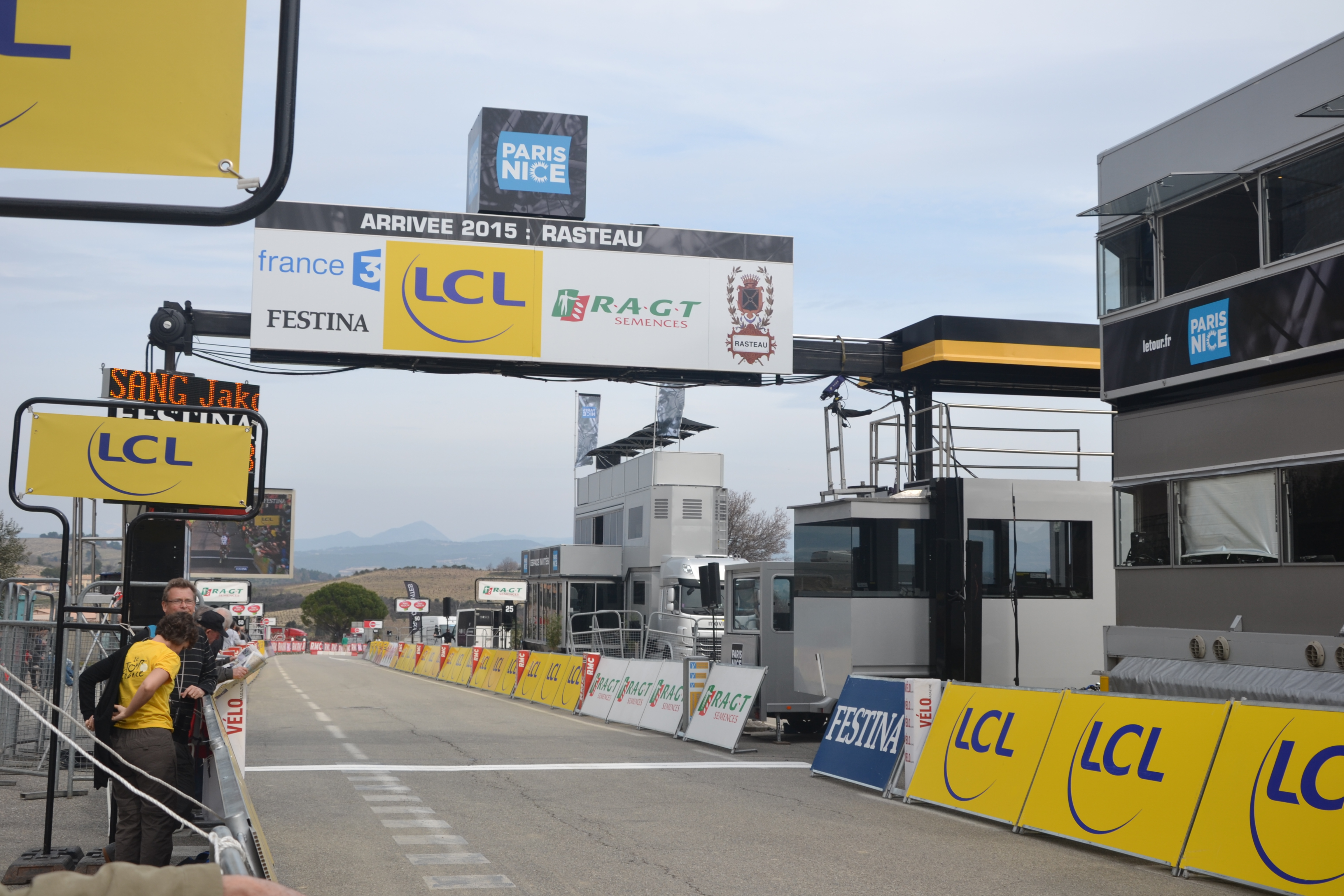
Ligne d'arrivée d'une étape de la course cycliste française Paris-Nice.

Une ligne d'arrivée est une ligne droite qui marque la fin d'une course et dont le franchissement permet aux participants de la terminer.
Dans la plupart des épreuves sportives, notamment en course à pied, en cyclisme ou en ski, elle est tracée à même le sol, le plus souvent en blanc. Mais dans d'autres, notamment en aviron ou en voile, elle n'est pas matérialisée autrement que par ses deux extrémités, par exemple des bouées. Lors d'une diffusion télévisée, elle pourra alors être affichée par incrustation pour aider le téléspectateur à juger du vainqueur, surtout s'il y a un sprint final. Il est également possible, dans la plupart des sports, de l'agrémenter d'un portique qui la surmonte et sous lequel les coureurs doivent donc passer.
Les installations de la ligne d'arrivée comprennent aussi, lors de compétitions importantes, un poste de chronométrage capable de produire une photo-finish et plus largement, dans l'espace alentour, tout ce qui est utile à la fin de la course, par exemple un podium, un vestiaire, une salle pour les contrôles antidopage, etc.